# Частное охранное агентство
Ча́стное охра́нное аге́нтство (ЧОА) — теоретическое предприятие, которое будет предоставлять услуги личной защиты и военной защиты лицам, которые будут платить за его услуги. ЧОА пропагандируются анархо-капитализмом как способ усиления системы частной собственности.
ЧОА отличается от частного подрядчика, нанятого государством, который обычно субсидируется. Вместо этого такие агентства теоретически будут добровольно финансироваться в основном конкурирующими страховыми и охранными компаниями.

## Теория
Бенджамин Такер и Гюстав де Молинари впервые открыто предложили частные охранные агентства. Позже эта концепция была развита и расширена анархо-капиталистами, которые считают государство нелегитимным и поэтому полагают, что оборона — это то, что должно обеспечиваться или определяться частными лицами и фирмами, конкурирующими на свободном рынке. Институт Мизеса опубликовал книгу эссе под названием «Миф о национальной обороне: очерки теории и истории производства безопасности». Мюррей Ротбард в «За новую свободу: манифест либертарианцев» и Дэвид Д. Фридман в «Машине свободы» существенно расширяют эту идею. Оба считают, что ЧОА будет частью приватизированной системы права, полиции, судов, страховых компаний и арбитражных агентств, которые несут ответственность за предотвращение и борьбу с агрессией. В этой среде преступления без потерпевших и «преступления против государства» будут рассматриваться как спорные, а правовая сфера будет ограничена договорными спорами и гражданско-правовыми убытками, такими как нападение, кража со взломом, загрязнение окружающей среды и все другие формы агрессии. Эта концепция похожа на полицентрическое право. В области экономики обсуждение концепции в основном ограничивалось австрийской школой, как в статье Ханса Хоппе «Частное производство обороны», опубликованной Институтом Мизеса.
По мнению этих авторов, ЧОА имеют иные мотивы, чем существующие государственные оборонные агентства: они считают, что их выживание зависит от качества услуг, ведущих к широкой клиентской базе, а не от «способности добывать средства силой закона», и что клиенты и рынки, таким образом, диктуют ЧОА минимизировать наступательные тенденции и милитаризацию в пользу чистой обороны. Анархо-капиталисты считают, что такая приватизация и децентрализация обороны устранят доверие к государству и его общественную поддержку.
Как частная фирма, предлагающая индивидуально определенную защиту, ЧОА представляет собой модель того, как полностью частная защита будет работать на свободном рынке. Джон Фредерик Косанке утверждает, что потребность в крупномасштабной обороне сводится к минимуму прямо обратно пропорционально степени внутреннего контроля со стороны государства. Он считает, что поскольку большее число собственников делает капитуляцию более дорогостоящей для агрессора, чем в относительно авторитарном регионе, уязвимость для нападения менее вероятна. Кроме того, он считает, что, поскольку люди, занимающиеся своим бизнесом, не представляют большой угрозы для соседних регионов, официальные или идеологические оправдания нападений на них со стороны этих соседей также пропорционально уменьшаются.

### Отсутствие монопольной власти
Ханс Хоппе считает, что существует противоречие между убеждениями большинства философов и экономистов в отношении национальной обороны. Согласно его аргументам, они обычно считают любую монополию «плохой» для потребителей, потому что, защищенная от потенциальных новых участников в его сфере производства, цена его продукта X будет выше, а его качество ниже, чем в противном случае. Тем не менее, он говорит, что они одновременно считают, что безопасность должна быть обеспечена правительством, которое является территориальной монополией закона и порядка (окончательное лицо, принимающее решения и обеспечивающее соблюдение). Хоппе считает, что эти два утверждения явно несовместимы. В своем эссе «Производство безопасности» Молинари заключает:
Если в политической экономии и есть какая-то устоявшаяся истина, то она заключается в следующем: Что во всех случаях, для всех товаров, которые служат для обеспечения материальных или нематериальных потребностей потребителя, в интересах потребителя, чтобы труд и торговля оставались свободными, потому что свобода труда и торговли имеет своим необходимым и постоянным результатом максимальное снижение цен. И вот что: интересы потребителя любого товара всегда должны преобладать над интересами производителя. Теперь, следуя этим принципам, можно прийти к такому строгому выводу: производство безопасности должно в интересах потребителей этого нематериального товара подчиняться закону свободной конкуренции. Отсюда следует: Что ни одно правительство не должно иметь права препятствовать другому правительству вступать в конкуренцию с ним, или требовать, чтобы потребители безопасности обращались за этим товаром исключительно к нему.
Тайлер Коуэн утверждает, что разрешение частных охранных агентств не обязательно предотвратит монополию на оборонные услуги, утверждая, что сотрудничающая сеть таких фирм может использовать агрессивную силу для обеспечения доминирования картеля на рынке. Отмечая, что сторонники ЧОА обычно утверждают, что злоупотребления будут предотвращены наличием конкурирующих агентств, действующих на основании решений, вынесенных арбитрами, уполномоченными межведомственными арбитражными соглашениями, Коуэн считает: «Судебная сеть стабильна только в том случае, если она может использовать силу, чтобы поставить вне закона агентства, которые не принимают ее арбитражные решения высшего порядка. Такая сеть может также использовать силу для подавления фирм, которые не придерживаются соглашения о сговоре».
Анархо-капиталисты утверждают, что конкурирующие поставщики оборонных услуг сконцентрируются на сравнительно недорогих технологиях защиты и безопасности, а не на относительно дорогостоящем наступательном оружии, чтобы поддерживать более низкие страховые взносы и плату за обслуживание. Наступательные возможности компании также могут быть легко раскрыты конкурентами такого агрессора. Субсидируемым государством вооруженным силам, напротив, предоставляется явное наступательное преимущество, что приводит к пропорционально большей тенденции к монополизации.

### Агрессия и злоупотребления со стороны частных охранных агентств
Рэндалл Г. Холкомб утверждает, что «фирмы могут охотиться на клиентов своих конкурентов, как это делают конкурирующие мафиозные группировки, чтобы показать этим клиентам, что их нынешняя защитная фирма не выполняет свою работу, и тем самым побудить их сменить охранную фирму. Это действие, по-видимому, является стратегией максимизации прибыли; следовательно, защитные фирмы, которые не охотятся на неклиентов, могут не выжить». Холкомб утверждает, что мафия предлагает защиту за определенную плату, но также использует свои ресурсы для хищничества; и, таким образом, можно ожидать, что компании, стремящиеся к максимальному увеличению прибыли, будут использовать их в двойной роли защиты и хищничества. Питер Лисон и Эдвард Стрингхэм опровергают этот аргумент, утверждая, что, если фирма не будет в подавляющем большинстве более мощной, чем ее жертва, она может понести значительные расходы и риски, пытаясь извлечь богатство силой. Они утверждают, что возможность даже небольшого государства нанести ущерб более крупному государству объясняет, почему насильственные столкновения между государствами происходят реже, чем между отдельными людьми в Центральном парке Нью-Йорка; другими словами, важен не размер группы, о которой идет речь, поскольку в любом случае быть агрессором чревато нежелательными рисками и сокращением ресурсов.
В «Рынке свободы» Линда и Моррис Таннехилл утверждают, что частное охранное агентство вряд ли будет участвовать в агрессии, поскольку оно не только станет целью ответной силы, но и станет предметом серьезного делового остракизма. Они предполагают, что честные и продуктивные люди будут отмежевываться от него, опасаясь, что оно может использовать свою агрессивную силу против них в случае спора; или что они могут стать случайными жертвами, когда ответная сила будет применена одной из других его жертв; или что их собственная репутация пострадает из-за их связей с ним. Более того, они говорят, что репутация частного охранного агентства пострадает, и это будет рассматриваться как низкий кредитный и страховой риск, последний из-за высокого риска претензий, связанных с его участием в агрессии. Сотрудники и руководители такого агентства также могут столкнуться с личной гражданской ответственностью за свое участие, и агентство не будет защищено суверенным иммунитетом. Вероятно, высококвалифицированные сотрудники будут менее заинтересованы в работе с такой организацией.
Они также утверждают, что охранная компания с меньшей вероятностью будет злоупотреблять своей властью и навязывать тиранию, отмечая, что она «не может взимать с них налоги, как это делает правительство… Рыночные отношения — это свободные отношения, и если клиенту не нравятся услуги компании или он не доверяет ее целям, он волен перенести свой бизнес в другое место, или открыть собственную конкурирующую компанию, или обойтись без услуг и просто обеспечивать их от себя… Возражение, что тиран может захватить власть, на самом деле является разрушительным аргументом против правительства».
Ротбард делает аналогичный вывод, утверждая: «Конечно, некоторые из частных оборонных агентств станут преступными, точно так же, как некоторые люди становятся преступниками сейчас. Но дело в том, что в безгосударственном обществе не будет регулярного, легализованного канала для совершения преступлений и агрессии, никакого государственного аппарата, контроль которого обеспечивает надежную монополию на вторжение в личность и собственность… Создать такой инструмент de novo очень сложно, да и практически невозможно; исторически правителям государства потребовались столетия, чтобы создать функционирующий государственный аппарат».
Александр Вильякампа утверждал: «Если охранное агентство А вместо вторжения в бизнес решит вторгнуться в более стоящую цель, например, на склад золота, перед ними останется гораздо более сложная проблема. Склад золота принадлежит предпринимателю, у которого есть собственное охранное агентство, и у золота на складе также есть владельцы, которые наняли свои собственные соответствующие охранные агентства. По сути, оборонному агентству А придется иметь дело с гневом владельца склада, охранного агентства владельца склада и охранных агентств всех владельцев золота на этом складе».
Роберт П. Мерфи считает, что, учитывая приватизацию других услуг в анархо-капиталистическом обществе, «мы должны учитывать, что в такой среде законопослушное большинство будет иметь в своем распоряжении всевозможные механизмы, помимо физической конфронтации. После того, как частные судьи вынесли решение против определенного мошеннического агентства, частные банки могли заморозить его активы (в пределах суммы штрафов, наложенных арбитрами). Кроме того, частные коммунальные компании могли отключать электричество и воду в штаб-квартире агентства в соответствии со стандартными положениями своих контрактов».
Аргумент о том, что клиенты смогут нанять конкурирующую фирму для защиты от недобросовестного охранного агентства, был подвергнут критике в эссе Джонатана Бонда «Цена частного права», который утверждает: «Если две оборонные фирмы вовлечены в действительно „локальный“ спор, а остальные фирмы не убеждены, что их собственные интересы будут затронуты или что системная дестабилизация приведет к продолжению конфликта, то затраты на вмешательство и прекращение межведомственной войны, предположительно, не позволят таким третьим сторонам попасть под перекрестный огонь». Бонд также утверждает, что некоторые фирмы могут не беспокоиться о риске отчуждения других клиентов, потому что их клиентура может состоять из небольшого числа или даже только одной огромной транснациональной корпорации. Бонд также утверждает, что некоторые ЧОА могут снизить риск возмездия путем анонимного саботажа или террористических атак.
Виллакампа утверждает, что потребители с большим состоянием, скорее всего, будут платить больше за частную оборону, заявляя: «Нет никаких причин для человека, не обладающего ценными активами, нанимать охранное агентство, предназначенное для защиты других активов, кроме себя самого; но в принудительном правительстве плата за услуги взимается независимо от того, используются они или нет». Он утверждает, что союз частных оборонных агентств-агрессоров, скорее всего, будет невыгодным: «Высоки шансы, что мобилизация массовой армии охранных агентств обойдется каждому индивидууму дороже, чем его прибыль от золота, земли и тому подобного, разделенных поровну между собой. Если в регионе, подвергшемся нападению, есть большие тайники с ценными товарами, то, скорее всего, у них будут очень эффективные охранные агентства (более сильные охранные агентства для более ценных активов логичны), и поэтому борьба с вторгшимися охранными агентствами принесет больше затрат захватчикам».

### Финансирование частных охранных агентств
Оборона часто рассматривается как архетипическое общественное благо, то есть продукт, который может быть предоставлен только государством из-за его неисключаемости и неконкурентоспособного потребления. В частности, считается, что эффект безбилетника, когда люди отказываются платить за оборону, а вместо этого рассчитывают на то, что их соседи будут платить за защиту общества, делает неизбежным ее финансирование за счет налогов, если мы хотим добиться справедливого распределения расходов. По мнению теоретиков анархо-капитализма, есть много способов, с помощью которых можно преодолеть эту проблему или сделать ее неактуальной. Ротбард решил просто сказать: «Какая разница?» когда дело касается безбилетников. Он указывает на то, что безбилетники — обычное дело в других сферах нашей экономики, гипотетически спрашивая: «Должны ли мы быть критичными, потому что чьи-то действия приносят пользу более чем одному человеку?… Короче говоря, нужно ли мне платить налог за то, что я наслаждаюсь видом ухоженного сада моего соседа?» Он отмечает, что все мы являемся безбилетниками на прошлом, поскольку мы жили бы в примитивном обществе, если бы не усилия наших предков; и мы являемся безбилетниками на настоящем, поскольку получаем выгоду от постоянных инвестиций наших собратьев и от их специализированных навыков на рынке. Джозеф Р. Стромберг отмечает, что Американская революция произошла, несмотря на то, что некоторые люди могли быть безбилетниками, которые получили выгоду от нее, не финансируя ее; он считает, что успешная защита свободы часто опирается не на точное распределение затрат, а на «национализм, религию, желание свободы, ненависть к врагу, социальное давление, чтобы поступать правильно, и так далее», некоторые из которых могут представлять «просвещенный собственный интерес».
Линда и Моррис Таннехилл считают, что крупные предприятия будут стремиться оплачивать основную часть расходов на оборону (поскольку они могут потерять больше всего в случае нападения); затем они переложат эти расходы на своих клиентов, и таким образом расходы на оборону будут распределены среди всего населения. Землевладелец, желающий создать общину, может продать или сдать в аренду землю с прописанными в договоре купли-продажи или аренды положениями, обязывающими нового владельца или арендатора платить за оборону на постоянной основе; этот же прием уже применялся в некоторых микрорайонах для обеспечения оплаты жителями частных улиц, общих для всех них. Как и сегодня для домовладельцев, каждый должен был бы купить или иным образом застраховаться от агрессии, чтобы защитить себя от катастрофических потерь в результате иностранного нападения; в случае вторжения подавался бы иск с правом суброгации, и страховщик нанимал бы частную охранную компанию для взыскания ущерба с агрессора. Аргументом против такого метода финансирования является то, что другие страховщики, не оплатившие защиту, все равно получат выгоду от снижения риска нападения на своих клиентов в том же районе, фактически став безбилетниками, которые могут вытеснить «альтруистичного» страховщика из бизнеса. Однако деятельность частного охранного агентства не обязательно должна ограничиваться оборонительными и ответными мерами, финансируемыми страховщиком; оно также может преследовать агрессора, пытаясь получить реституцию (включая разумные расходы на взыскание), возможно, путем выкупа или захвата вражеских активов, как это делали каперы в XVIII и XIX веках в соответствии с письмами о защите и репрессалиях. У военнопленных также были теневые выкупы, которые были источником дохода для победоносных сил; это представляет собой еще одну потенциальную альтернативу налогообложению.
Иногда приводятся аргументы в пользу добровольного финансирования обороны путем нападок на налогообложение. Анархо-капиталисты часто утверждают, например, что аргумент о том, что налогообложение необходимо для финансирования защиты свободы и собственности от агрессии, является противоречием, поскольку, по их мнению, само налогообложение «требует агрессии для того, чтобы быть принудительным». Другой аргумент, используемый анархо-капиталистами, гласит, что, в отличие от добровольных сделок, налогоплательщик не делает никаких демонстративных предпочтений; поэтому они считают, что нет объективного способа показать, что они получают услугу, которую хотят и в которой нуждаются, по справедливой цене.

## Исторические примеры
Некоторые либертарианцы представили исторические примеры того, что, по их мнению, было формами частных охранных агентств.

### Средневековая Исландия

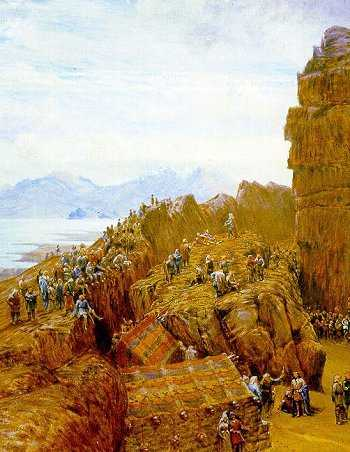
Интерпретация XIX века альтинга в Исландском Содружестве, которая, по мнению таких авторов, как Дэвид Д. Фридман и Родерик Т. Лонг, имеет некоторые черты анархо-капиталистического общества или частных охранных агентств

По словам Дэвида Д. Фридмана, «средневековые исландские институты имеют несколько своеобразных и интересных характеристик; они могли быть придуманы сумасшедшим экономистом, чтобы проверить, насколько рыночные системы могут вытеснить правительство в его самых основных функциях». Не называя его напрямую анархо-капиталистическим, он утверждает, что Исландское содружество между 930 и 1262 годами имело «некоторые черты» анархо-капиталистического общества — хотя существовала единая правовая система, исполнение законов было полностью частным и в высшей степени капиталистическим; таким образом, он предоставляет некоторые доказательства того, как функционировало бы такое общество. «Даже в тех случаях, когда исландская правовая система признавала по сути „общественное“ правонарушение, она решала его, предоставляя какому-либо лицу (в некоторых случаях выбранному по жребию из числа пострадавших) право вести дело и взыскивать полученный штраф, таким образом вписывая его в по сути частную систему».

### Американский Старый Запад
Согласно исследованиям Терри Л. Андерсона и П. Дж. Хилла, Старый Запад в США в период с 1830 по 1900 год был похож на анархо-капитализм тем, что «частные агентства обеспечивали необходимую основу для упорядоченного общества, в котором собственность была защищена, а конфликты разрешались», и что распространенное мнение о том, что Старый Запад был хаотичным и мало уважал права собственности, неверно. Поскольку по федеральному закону скваттеры не имели претензий на западные земли, возникли нелегальные организации, чтобы заполнить этот пробел. Бенсон объясняет:
Земельные клубы и ассоциации заявителей заключили собственный письменный договор, устанавливающий законы, обеспечивающие средства для определения и защиты прав собственности на землю. Они установили процедуры для регистрации земельных претензий, а также для защиты этих претензий от посторонних лиц, а также для разрешения возникающих внутренних споров. Взаимные договоренности о защите будут сохраняться только в том случае, если член соблюдает правила ассоциации и постановления ее суда. Любой, кто отказывался, подвергался остракизму. Бойкот со стороны земельного клуба означал, что у человека не было никакой защиты от агрессии, кроме той, которую он мог обеспечить себе сам.
По словам Андерсона, «если определить анархо-капитализм как минимальное правительство с правами собственности, развивающимися снизу вверх, то западная граница была анархо-капиталистической. Люди на границе изобрели институты, которые соответствовали ресурсным ограничениям, с которыми они столкнулись».